# Ribécourt-Dreslincourt
Ribécourt-Dreslincourt är en kommun i departementet Oise i regionen Hauts-de-France i norra Frankrike. Kommunen ligger i kantonen Ribécourt-Dreslincourt som tillhör arrondissementet Compiègne. År 2022 hade Ribécourt-Dreslincourt 3 809 invånare.

## Befolkningsutveckling
Antalet invånare i kommunen Ribécourt-Dreslincourt
| Referens: INSEE |